# Luděk Bohman
Luděk Bohman (* 2. Dezember 1946 in Nymburk) ist ein ehemaliger tschechoslowakischer Sprinter.
1969 holte er bei den Europameisterschaften in Piräus in der 4-mal-100-Meter-Staffel Bronze. Über 100 und 200 Meter erreichte er das Halbfinale. 
Bei den Europameisterschaften 1971 in Helsinki siegte er zusammen mit Ladislav Kříž, Juraj Demeč und Jiří Kynos in der 4-mal-100-Meter-Staffel. Über 100 und 200 Meter schied er erneut im Halbfinale aus.
1972 wurde er bei den Olympischen Spielen in München Vierter in der 4-mal-100-Meter-Staffel und gelangte über 100 Meter ins Viertelfinale. 1974 folgte bei den Europameisterschaften in Rom ein achter Platz in der Staffel und ein Vorrundenaus über 100 Meter.
Bei den Europameisterschaften 1978 in Prag kam er über 200 Meter und in der 4-mal-100-Meter-Staffel nicht über die erste Runde hinaus.

## Persönliche Bestzeiten
- 100 m: 10,40 s, 3. September 1970, Warschau (handgestoppt: 10,2 s, 6. September 1969, Prag)
- 200 m: 20,8 s, 25. Mai 1969, Karlsbad